# Ronna McDaniel
Ronna McDaniel, właśc. Ronna Romney McDaniel (ur. 18 marca 1973 w Austin, Teksas) – amerykańska polityk. W latach 2017-2024 przewodnicząca Komitetu Krajowego Partii Republikańskiej, a wcześniej przewodnicząca okręgu tej partii w Michigan.
Jest znana z poparcia dla prezydenta USA Donalda Trumpa. Otwarcie krytykuje przeciwników Trumpa, była gospodarzem Fake News Awards.

## Życiorys

### Dzieciństwo i wczesne lata
Ronna McDaniel urodziła się w 1973 roku w Austin w stanie Teksas, jako trzecia z pięciorga rodzeństwa. Jest córką republikańskiej dziennikarki Ronny Romney z domu Stern oraz polityka Scotta Romneya, syna George’a W. Romneya, sekretarza urbanizacji w latach 1969–1972. McDaniel przyznała, że jej rodzina była dla niej główną inspiracją w karierze politycznej.
Zdobyła licencjat z języka angielskiego na Uniwersytecie Brighama Younga w stanie Utah.

### Kariera polityczna

#### Początki
W 2012 działała w Michigan na rzecz kampanii prezydenckiej jej wujka Mitta Romneya. W 2015 wystartowała w wyborach na stanowisko przewodnicząca okręgu Partii Republikańskiej w Michigan, dostając poparcie zarówno partii, jak i działaczy TEA Party. Wygrała w pierwszej turze otrzymując 55% procent głosów.
W czasie kampanii wyborczej na wybory prezydenckie 2016 roku służyła jako delegat Donalda Trumpa na konwencji narodowej partii.

#### Przewodnicząca Komitetu Krajowego
13 listopada 2016 roku Reince Priebus, ówczesny przewodniczący Komitetu Krajowego Partii Republikańskiej został wybrany na stanowisko szefa personelu Białego Domu. McDaniel zgłosiła, wraz z kilkoma innymi kandydatami, chęć zajęcia stanowiska. Rekomendowana przez prezydenta elekta Donalda Trumpa, służyła jako zastępca przewodniczącego przed formalnymi wyborami. Oficjalnie została wybrana na przewodniczącą 19 stycznia 2017 roku, stając się drugą kobietą na tym stanowisku.
Opisywana przez The New York Post jako „niezawodnie lojalna wobec Trumpa”. Jako przewodnicząca Komitetu konsekwentnie popiera Trumpa w jego działaniach, m.in. promując jego kampanię na wybory w 2020 już w 2018, wydając znaczne środki na nieruchomości należących do Trumpa czy pokrywając koszty prawne Trumpa w rosyjskim dochodzeniu w sprawie interwencji. W kwietniu 2018 McDaniel opisała Trumpa jako „moralnego przywódcę”.

## Życie prywatne
Jej mężem jest Patrick McDaniel, mają dwójkę dzieci. Mieszkają w Northville w Michigan.
Według The Washington Post, Donald Trump przekonywał ją, aby przestała używać swojego panieńskiego nazwiska. McDaniel zaprzeczyła tym informacjom.